# Chaltrait
Chaltrait é uma comuna francesa na região administrativa do Grande Leste, no departamento de Marne. Estende-se por uma área de 6.69 km², e possui 57 habitantes, segundo o censo de 2018, com uma densidade de 8.5 hab/km².